# کاوشگر هوشمند برای بررسی ماه
کاوشگر هوشمند برای بررسی ماه (انگلیسی: Smart Lander for Investigating Moon) یا (SLIM) یک مأموریت ماه‌نشینی بر آن کره است که توسط آژانس کاوش‌های هوافضای ژاپن (JAXA) انجام شده‌است. تا سال ۲۰۱۷، قرار برنامه‌ریزی شده بر این بود که فرودگر در سال ۲۰۲۱ به سوی ماه پرتاب شود، اما به دلیل تأخیر در مأموریت اشتراک سواری SLIM با مأموریت تصویربرداری و طیف‌سنجی پرتو ایکس (XRISM) تا سال ۲۰۲۳ به تعویق افتاد. این کاوشگر با موفقیت در ۶ سپتامبر ۲۰۲۳ در ساعت 23:42 UTC (۷ سپتامبر ۰۸:۴۲ به وقت استاندارد ژاپن) راه‌اندازی شد.
در ۱ اکتبر ۲۰۲۳، فرودگر احتراق سوخت تزریقی خود را در ماه انجام داد. در ۲۵ دسامبر ۲۰۲۳ وارد مدار ماه شد و در ۱۹ ژانویه ۲۰۲۴ در ساعت ۱۵:۲۰ UTC فرود آمد. در نتیجهٔ این موفقیت ژاپن به پنجمین کشوری تبدیل شد که با فرود نرم بدون سرنشین بر سطح ماه فرود آمد.
فرودگر ماه که به دلیل دقت بسیار بالای فرود در بیضی فرود پیش‌بینی شده به طول ۱۰۰ متر (۳۳۰ فوت) در ماه تک تیرانداز ماه لقب گرفت، در ۱۹ ژانویه ۲۰۲۴ در ساعت ۱۵:۲۰ UTC، در دریاوار دریای شهد بر روی ماه فرود آمد. در جنوب دهانه تئوفیلوس؛ بنابراین ژاپن پنجمین کشوری شد که پس از اتحاد جماهیر شوروی، ایالات متحده، چین و هند با موفقیت یک فضاپیمای عملیاتی را بر روی ماه فرود آورد.

## مأموریت

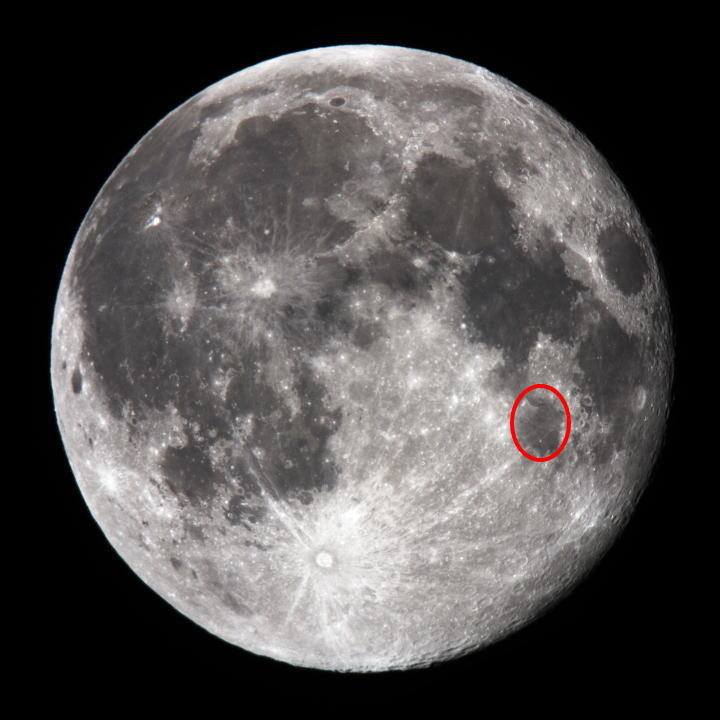
فرودگر در دریای شهد ماه (در دایره) فرود آمده‌است.

اگرچه SLIM با موفقیت فرود آمد، فرودگر با یک مشکل فنی در رابطه با پانل‌های خورشیدی خود مواجه شد، که در آغاز روز قمری به سمت غرب رو به رو به خورشید قرار گرفتند و در نتیجه قادر به تولید نیروی کافی نبودند. فرودگر قادر بود برای مدت کوتاهی با باتری داخلی خود کار کند، اما در ۱۹ ژانویه ۲۰۲۴ در ساعت ۱۷:۵۷ UTC (۲۰ ژانویه ۰۲:۵۷ به وقت استاندارد ژاپن) به صورت دستی خاموش شد تا از تخلیه بیش از حد باتری جلوگیری شود.
در ۲۹ ژانویه، JAXA گفت که تماس مجدد با فرودگر برقرار کرده و سلول‌های خورشیدی آن پس از تغییر شرایط نوری که به آن اجازه می‌دهد نور خورشید را در جهت پیش‌بینی شده دریافت کنند، دوباره کار می‌کنند فرودگر پس از یک هفته تعطیلی، عملیات خود را از سر گرفت.